# Train Renard

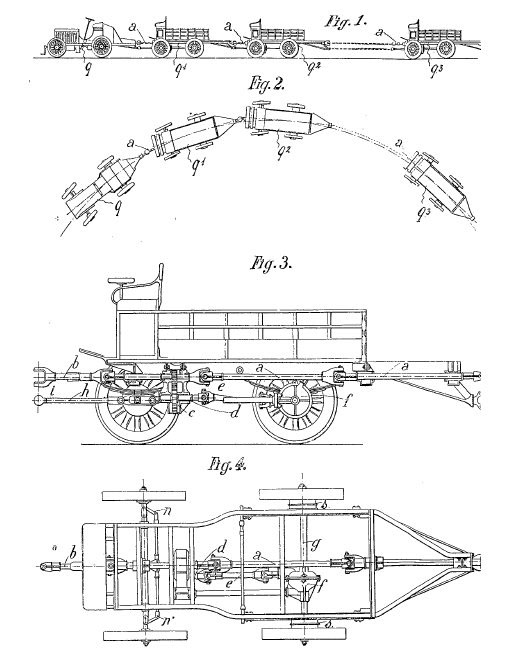
Dessin du brevet de 1903.

Train Renard est le nom donné au train routier à traction continue dont Charles Renard déposa le brevet en 1903.

## Caractéristiques
La liaison entre chaque véhicule comportait un arbre de direction agissant sur les roues avant directrices du véhicule suivant et un arbre de transmission à cardan et système coulissant rendant moteur l'essieu arrière de la remorque suivante. Les remorques pouvaient être à deux ou trois essieux.
Grâce à ce système d'arbre de transmission continu, qui rend toutes les remorques motrices, le tracteur n'a pas besoin de poids mort pour éviter le patinage des roues. Ainsi un tracteur léger peut tirer une charge considérable.    

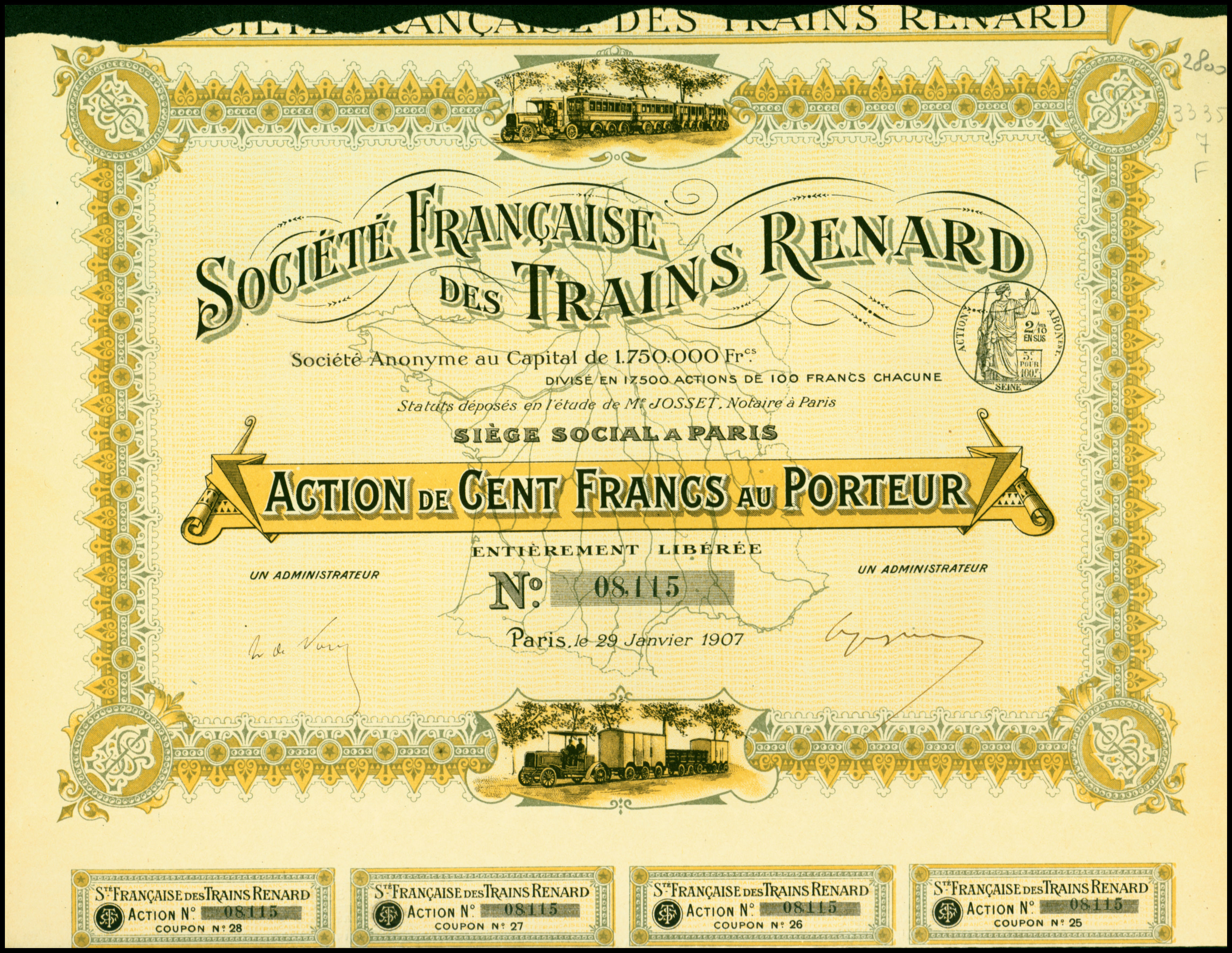
Action du Société Française des Trains Renard SA, en date du 29. Janvier 1907.

## Historique

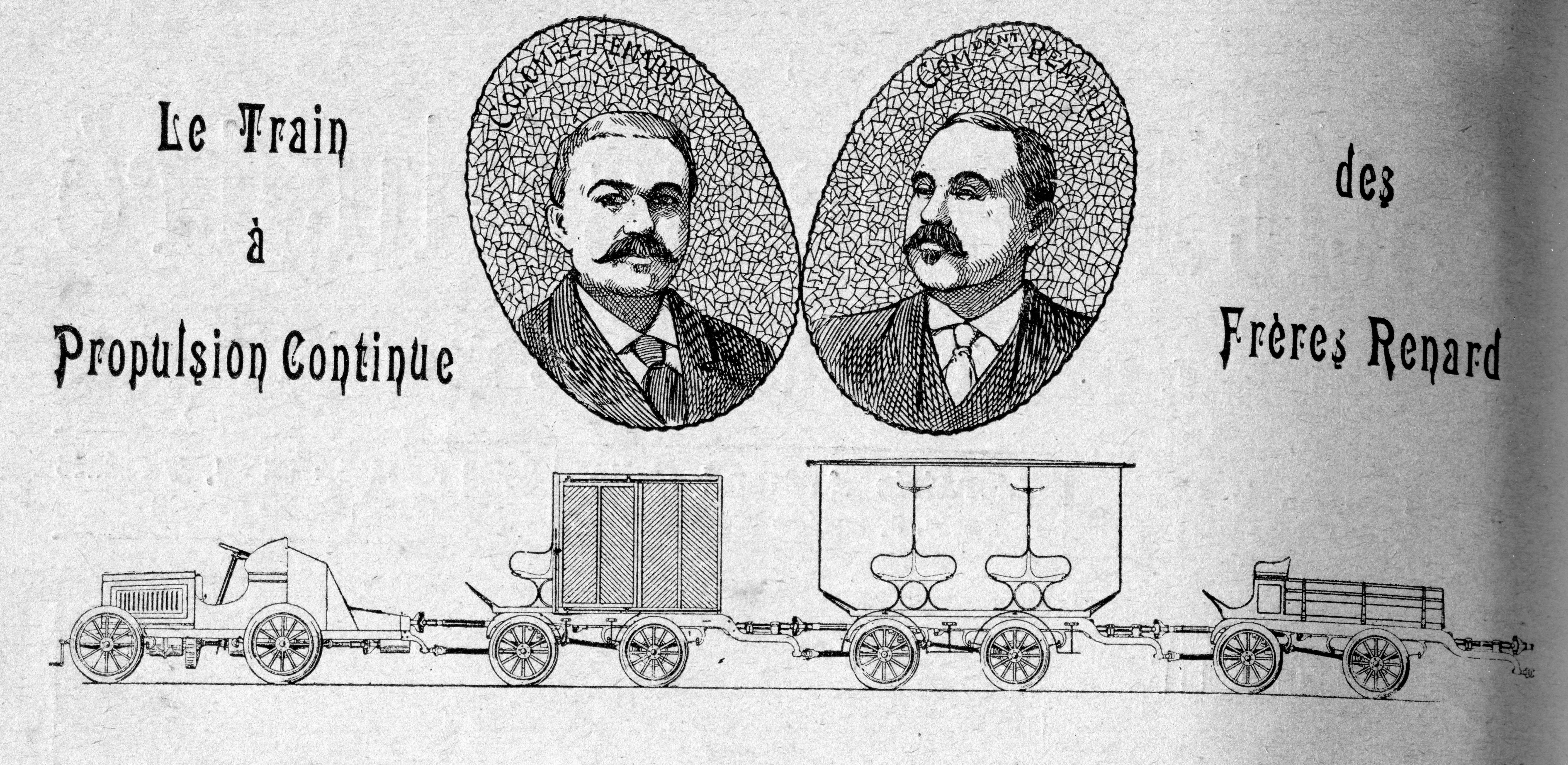
Les frères Renard et leur train à propulsion continue, in : Le Petit Français illustré, 27 février 1904

Charles Renard et son frère Paul Renard ont proposé leur train automobile à propulsion continue au Grand Salon de l'Automobile et du Cycle du décembre 1903 au Grand Palais à Paris. 

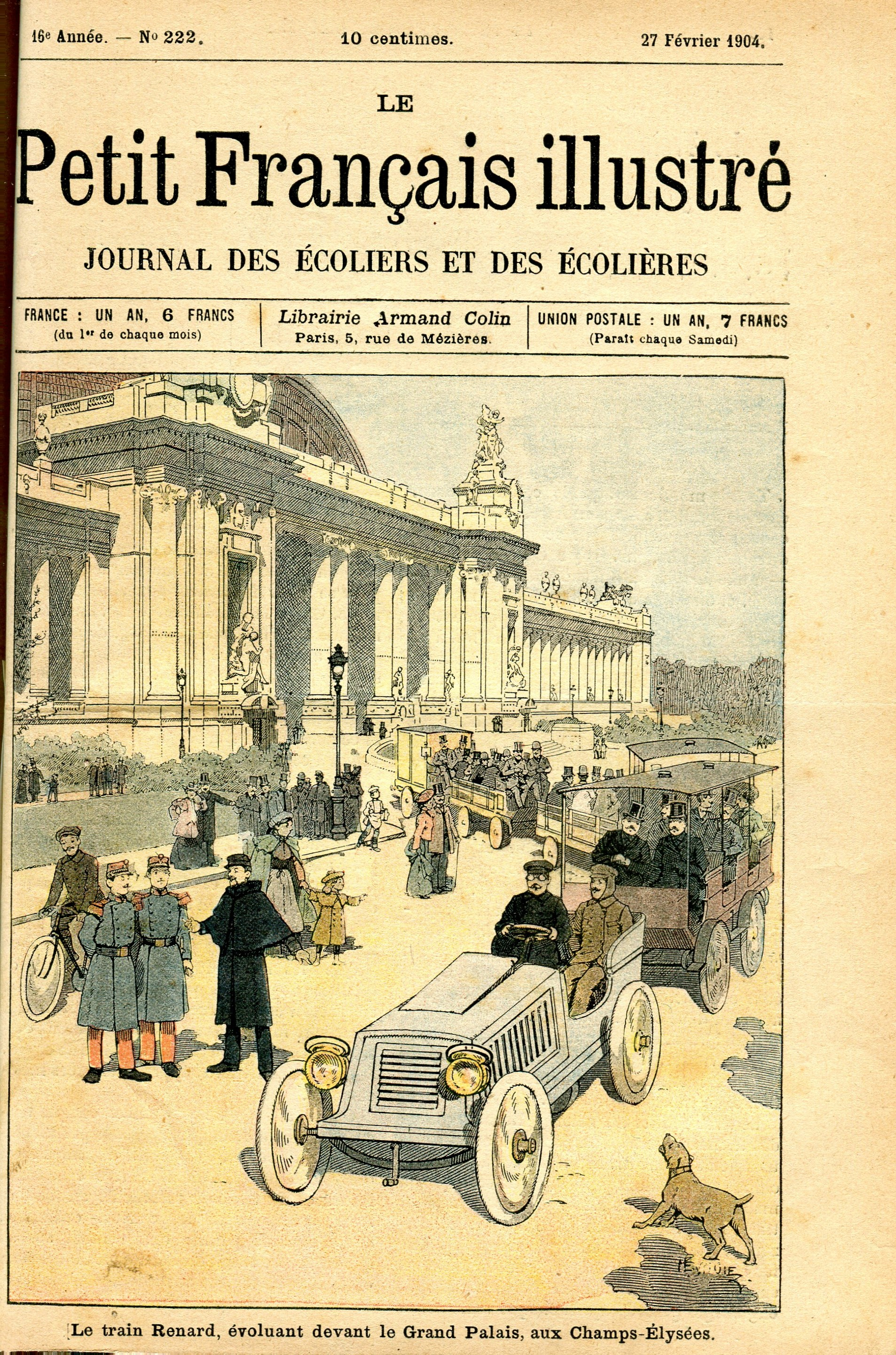
Le train Renard, évoluant devant le Grand Palais aux Champs Élysées, par Henriquez, in : Le Petit Français illustré, 27 février 1904

De nombreuses démonstrations eurent lieu pour prouver son intérêt : des récits de démonstrations aux États-Unis et en Russie existent. Certaines communes en France métropolitaine et en Algérie l'adoptèrent pour assurer un service de transport de voyageurs.
Pour exemple, en 1907, le Conseil général des Ponts et Chaussées examine un projet d'établissement d'un service de transports publics par trains Renard entre l'Aigle et Moutiers-Hubert, dans l'Orne.
Il est difficile de savoir exactement combien d'exemplaires furent en service car le système fut adapté à différents types et marques de véhicules. Certains étaient encore en service en 1922.